# Demba Wandu
Demba Wandu är en ort i Gambia. Den ligger i regionen Upper River, i den östra delen av landet, 240 km öster om huvudstaden Banjul. Antalet invånare var 161 vid folkräkningen 2013.